# Д
Д حرف من حروف الأبجدية السيريلية وله طريقتان في كتابته (Д, д, مائل: Д, д). نظيره بالعربية هو الحرف د ينطق بهذه الهيئة في عدة حالات، عندما لا يكون في نهاية الكلمة أو لا يسبقه حرف ساكن، يسبقه حرف Т لا ينطق وكذلك إذا تبع أي حرف علة تذوقي ينطق بالهيئة «دي».
في الروسية، والأوكرانية، والبلغارية، يناظر هذا الحرف الحرف الروماني D.
الجدير بالذكر أنه عند كتابة هذا الحرف بالهيئة الكبيرة بخط اليد يكتب على شكل الحرف D لأن الشكل الظاهر أعلاه غير مريح للكتابة السريعة. وعند كتابة هذا الحرف بالهيئة الصغيرة يظهر بشكل مقارب للحرف الروماني G ويجمع حرفا بعده بذيل للربط.

## الهيئة الرمزية
| تشفير حرف    | هيئة الحرف | عشري | سداسي عشر | ثماني  | ثنائي             |
| ------------ | ---------- | ---- | --------- | ------ | ----------------- |
| يونيكود      | كبير       | 1044 | 0414      | 002024 | 00000100 00010100 |
| يونيكود      | صغير       | 1076 | 0434      | 002064 | 00000100 00110100 |
| ISO 8859-5   | كبير       | 180  | B4        | 264    | 10110100          |
| ISO 8859-5   | صغير       | 212  | D4        | 324    | 11010100          |
| KOI 8        | كبير       | 228  | E4        | 344    | 11100100          |
| KOI 8        | صغير       | 196  | C4        | 304    | 11000100          |
| Windows 1251 | كبير       | 196  | C4        | 304    | 11000100          |
| Windows 1251 | صغير       | 228  | E4        | 344    | 11100100          |